# Nicola Iannotti
Nicola Iannotti (* 13. Juli 1984 in Carignano, NA) ist ein italienischer ehemaliger Fußballspieler.
Iannottis Karriere begann 2002 bei der AS Livorno. 2004 wechselte er zu Rosetana, und in den beiden folgenden Jahren wechselte er noch dreimal den Verein, ehe er über die Umwege AC Sangiovannese und Novara Calcio 2006 wieder bei der AS Livorno landete, wo er keinen weiteren Einsatz verzeichnen konnte. In der Folge spielte er bei verschiedenen unterklassigen Klubs.